# Administrador del Sistema de Intercambios Comerciales
Administrador del Sistema de Intercambios Comerciales (ASIC)
Dependencia del Centro Nacional de Despacho (Colombia) de que tratan las leyes 143yArchivado el 17 de enero de 2013 en Wayback Machine. de 1994, encargada del registro de fronteras comerciales, de los contratos de energía a largo plazo; de la liquidación, facturación, cobro y pago del valor de los actos, contratos, transacciones y en general de todas las obligaciones que resulten por el intercambio de energía en la bolsa, para generadores y comercializadores; de las Subastas de Obligaciones de Energía Firme; del mantenimiento de los sistemas de información y programas de computación requeridos; y del cumplimiento de las demás tareas que sean necesarias para el funcionamiento adecuado del Sistema de Intercambios Comerciales (SIC).